# Lota da Póvoa de Varzim

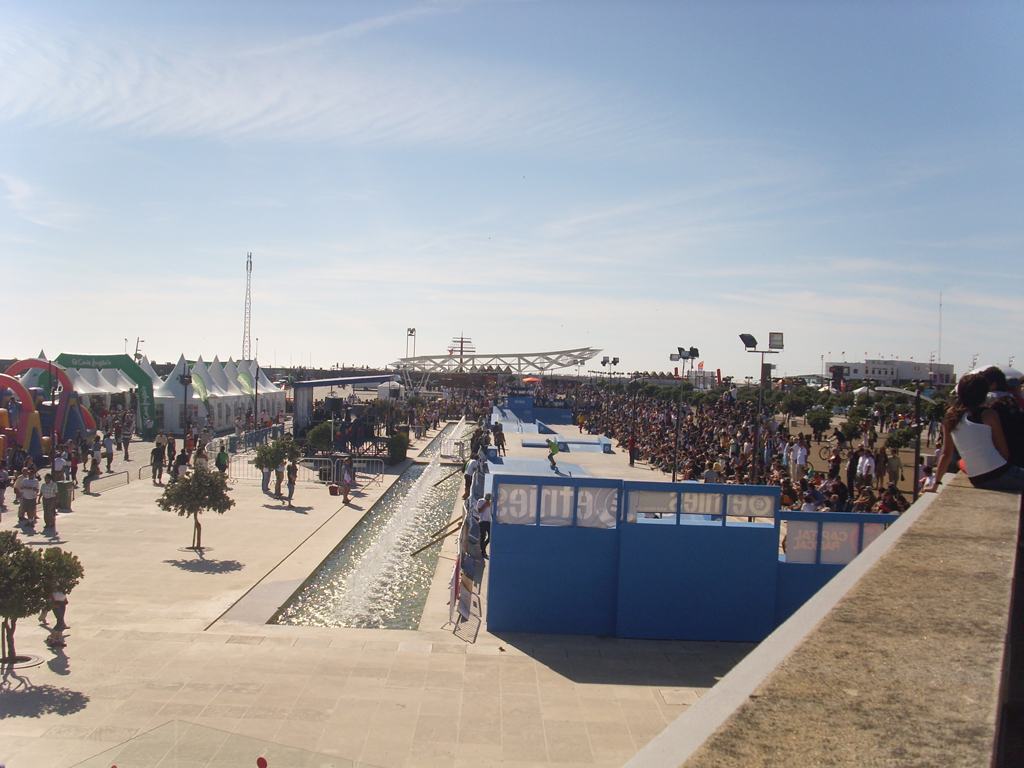
Lota Sk8 Park durante o evento "Capital Radical".

Lota é uma área de terra na Enseada da Póvoa, dentro do Porto de Pesca da Póvoa de Varzim, em Portugal.
No passado, era a Praia de Peixe, no porto natural que era a Enseada da Póvoa. A esta enseada entravam e saiam navios desde tempos remotos. Depois da reabilitação no final dos anos 90, passou a ser uma praça recreativa em frente ao Casino da Póvoa, com o Auditório da Lota, áreas de lazer infanto-juvenis como o barco, e espaços nocturnos, com bar e restaurante, para além do Lota Sk8 Parque que surgiu para a acomodar as comunidades skater e biker significativas, provenientes quer da Póvoa de Varzim e quer da região metropolitana do Porto que procuram a cidade pelo fácil acesso devido ao Metro do Porto, mas essencialmente por ser considerada a zona skater mais carismática do país. O skate no Passeio Alegre, por ali existir um bom spot urbano, tinha-se popularizado de tal forma que chegou a incomodar os peões, causando acidentes e o barulho incomodava as pessoas nas esplandas. Para resolver o problema a câmara municipal edificou o skate park com todas as condições para a prática da modalidade e para a realização de campeonatos nas proximidades na antiga Lota e colocou grandes vasos gigantes para desincentivar ao uso do spot no Passeio Alegre, que terá reduzido significativamente o número de skaters na praça. A zona skater da Póvoa de Varzim é ampla, e é, essencialmente, composta pela Lota, Passeio Alegre, Avenida dos Banhos, Avenida Mouzinho de Albuquerque e Largo David Alves.
Ao longo da zona das docas, existem áreas verdes, populares para descanso e convívios. Este espaço de lazer convive ainda com a actividade tradicional do porto de pesca.